# Vạn Tu
Vạn Tu (giản thể: 万修; phồn thể: 萬脩; bính âm: Wàn Xiu, ? – 26), tự Quân Du, người Mậu Lăng, Phù Phong, tướng lĩnh, khai quốc công thần nhà Đông Hán, một trong Vân Đài nhị thập bát tướng.

## Cuộc đời và sự nghiệp
Trong những năm Canh Thủy (23 -25), Vạn Tu quy hàng Lưu Tú, được nhiệm mệnh làm Tín Đô huyện lệnh. Năm thứ 2 (24), ông cùng Tín Đô thái thú Nhiệm Quang, Đô úy Lý Trung nghênh tiếp Lưu Tú, chạy đến huyện Kế , từ đấy tiến vào Tín Đô. Vạn Tu được bái Thiên tướng quân, phong Tạo Nghĩa hầu. Sau khi công phá đô thành Hàm Đan của Vương Lang, được nhiệm mệnh làm Hữu tướng quân.
Năm Kiến Vũ đầu tiên (25), Vạn Tu là một trong 11 viên đại tướng dưới quyền Đại tư mã Ngô Hán vây đánh Chu Vĩ đang cố thủ Lạc Dương. Năm sau (26), được đổi phong Hòe Lý hầu, cùng Kiên Đàm bình định Nam Dương. Khi đang vây chặt Uyển Thành, bệnh mất trong quân. Con là Phổ kế tự.